# 이어질거야
이어질거야(つながリーヨ)는 2009년 11월 4일 발매된 T-Pistonz+KMC의 2번째 싱글이다. 한정판이 있으며, 통상반의 초회판은 이나즈마 일레븐 TCG의 프리미엄 카드 후부키 시로가 동봉되어 있다.

## 트랙리스트
1. 이어질거야 (つながリーヨ)
  - 이나즈마 일레븐의 3기 오프닝 주제가이다.
  - 이나즈마 일레븐2 위협의 침략자~블리자드~의 오프닝 테마이다.
2. 진짜 정말로 감사!(スゲーッマジで感謝! ~スーパーファイア~)
  - 이나즈마 일레븐2 위협의 침략자~파이어~의 오프닝 테마이다.
3. 이어질거야 (つながリーヨ) (Original Karaoke)
4. 진짜 정말로 감사!(スゲーッマジで感謝! ~スーパーファイア~) (Original Karaoke)